# ペーター・カーン
ペーター・カーン（Peter Kern、1949年2月13日 - 2015年8月26日）は、オーストリアの俳優、映画監督である。

## 経歴
1949年2月13日、ウィーンに生まれる。共産主義の労働者階級の家庭で育つ。子供の頃、ウィーン少年合唱団に在籍していた。
1960年代後半より、俳優としての活動を本格的に開始する。ライナー・ヴェルナー・ファスビンダー、ヴィム・ヴェンダース、ハンス＝ユルゲン・ジーバーベルクらの監督作品に出演し、1970年代のニュー・ジャーマン・シネマを牽引した。
2015年8月26日、ウィーンにて死去。66歳没。

## フィルモグラフィー

### 映画
- 今宵かぎりは…（1972年） - 出演
- ルートヴィヒ2世のためのレクイエム（1972年） - 出演
- ラ・パロマ（1974年） - 出演
- まわり道（1975年） - 出演
- ホテル（1977年） - 出演
- ヒトラー、あるいはドイツ映画（1977年） - 出演
- 燃えつきた夢（1978年） - 出演
- プリズンボンバー 地獄のサティアン（1983年） - 製作
- マリーナ（1991年） - 出演
- テロ2000年 集中治療室（1994年） - 出演